# Bernd Heidicker
Bernd Heidicker (* 5. April 1978 in Recklinghausen) ist ein ehemaliger deutscher Ruderer.
Er lernte beim Ruderverein Emscher Wanne-Eickel-Herten das Rudern und errang schnell erste Erfolge. 1995 wurde er Junioren-Weltmeister im Achter, ein Jahr später zusammen mit Ulf Siemes Junioren-Vizeweltmeister im Zweier ohne Steuermann.
1997 fuhr er bei seinem ersten Einsatz im Ruder-Weltcup in München mit einer U23-Auswahl auf den dritten Rang, das Boot qualifizierte sich für den Nations Cup und gewann den U23-Weltmeistertitel im Achter. Auch 1998 wurde Heidicker im Weltcup eingesetzt und gewann zum Abschluss der Saison im Vierer ohne mit Jens Kleinschmidt, Alexander Palfner und Johannes Rothe Silber beim Nations Cup.
1999 qualifizierte er sich im Vierer zusammen mit Philipp Stüer, Stefan Heinze und Dirk Meusel für die Weltmeisterschaften in St. Catherines, verpasst dort aber den Finaleinzug und belegte den siebten Rang.
Im folgenden Jahr verpasst der Vierer, in dem nun anstelle von Heinze Jörg Dießner ruderte, mit zwei siebten Plätzen im Weltcup die direkte Olympiaqualifikation. Nur Dießner und Meusel wurden nominiert, Heidicker nahm jedoch als Ersatzmann an den Olympischen Spielen in Sydney teil.
2001 konnte sich Heidicker endgültig einen festen Platz im Vierer sichern und gewann als Schlagmann mit Sebastian Thormann, Paul Dienstbach und Philipp Stüer Silber bei den Weltmeisterschaften in Luzern. In gleicher Besetzung gewann das Boot 2002 in Sevilla bei den Weltmeisterschaften den Titel und stellte dabei die bis 2012 gültige Weltbestzeit von 5:41,38 Minuten auf. Im darauffolgenden Jahr gewann die Mannschaft Bronze bei den Weltmeisterschaften in Mailand.
Bei den Olympischen Spielen in Athen ersetzte Jochen Urban den kurz zuvor erkrankten Paul Dienstbach. Obwohl die Mannschaft im Vorlauf einen neuen olympischen Rekord fuhr, erreichte das Boot um Bernd Heidicker nur das B-Finale, konnte dieses jedoch gewinnen und belegte somit den siebten Platz.
2005 nahm Heidicker für die Cambridge University, an der er mittlerweile studierte, am Boat Race teil, verlor aber gegen den Achter aus Oxford. Den Rest der Saison pausierte er und trat erst 2006 beim Weltcup in München zusammen mit Philipp Stüer im Zweier ohne wieder international in Erscheinung. Für den dritten Weltcup des Jahres rückten beide in den Deutschland-Achter, mit Heidicker als Schlagmann konnte die Mannschaft in Eton Weltmeister werden. Ein Jahr später führte Heidicker den Achter bei den Heimweltmeisterschaften in München auf den Silberrang.
Nach schwachen Vorleistungen im Zweier und schlechten Weltcup-Ergebnissen des Achters vor den Olympischen Spielen in Peking verlor Heidicker seinen Platz im Achter, da der Deutsche Ruderverband kurz vor den Olympischen Spielen eine komplett neue Mannschaft formierte. Daraufhin beendete er seine aktive Ruderkarriere.
Zurzeit fährt Bernd Heidicker im Achter des RV Emscher Wanne-Eickel in der Ruder-Bundesliga.

## Internationale Erfolge
- 1995: 1. Platz im Achter (Junioren-Weltmeisterschaften)
- 1996: 2. Platz im Zweier ohne Steuermann (Junioren-Weltmeisterschaften)
- 1997: 1. Platz im Achter (Nations Cup)
- 1998: 2. Platz im Vierer ohne Steuermann (Nations Cup)
- 1999: 7. Platz im Vierer ohne Steuermann (Weltmeisterschaften)
- 2000: Ersatzmann für die Olympischen Spiele
- 2001: 2. Platz im Vierer ohne Steuermann (Weltmeisterschaften)
- 2002: 1. Platz im Vierer ohne Steuermann (Weltmeisterschaften)
- 2003: 3. Platz im Vierer ohne Steuermann (Weltmeisterschaften)
- 2004: 7. Platz im Vierer ohne Steuermann (Olympische Spiele)
- 2006: 1. Platz im Achter (Weltmeisterschaften)
- 2007: 2. Platz im Achter (Weltmeisterschaften)